# Real Time Train Information System
Das Real Time Train Information System (kurz RTTIS) ist ein automatisches Ansagensystem für den niederländischen öffentlichen Verkehr.

## Beschreibung
Die neueste Ausführung von RTTIS von 2011 wird benutzt, um Züge der Nederlandse Spoorwegen mit einem automatischen Ansagensystem auszustatten, sodass bei einer Einfahrt in einen Bahnhof der Stationsnamen im Zug angesagt wird. RTTIS ist die kleinere Ausführung des OBIS-Systems. Es wird in Intercity und Stoptreinen eingesetzt. Das System beinhaltet alle Bahnhofsnamen der Niederlande und zusätzliche Informationen über Umsteigemöglichkeiten etc.
Das RTTIS gibt die Informationen auf Basis von Routeninformationen und GPS aus. Es wurde durch die Firma JAHULS-electronica entwickelt.

### Zweck
Der Zweck von RTTIS ist den Fahrgästen die nötigen Bahnhofsinformationen zur Verfügung zu stellen.

#### Funktionen
- Automatische Ansage der Bahnhofsnamen.
- Anzeige der Bahnhofsnamen.
- Manuelle Ansagen durch den Schaffner/Zugbegleiter möglich.